# دیوارنگاری

گرافیتی گل پرتاب کن اثر بنکسی

دختر با بادکنک اثر بنکسی

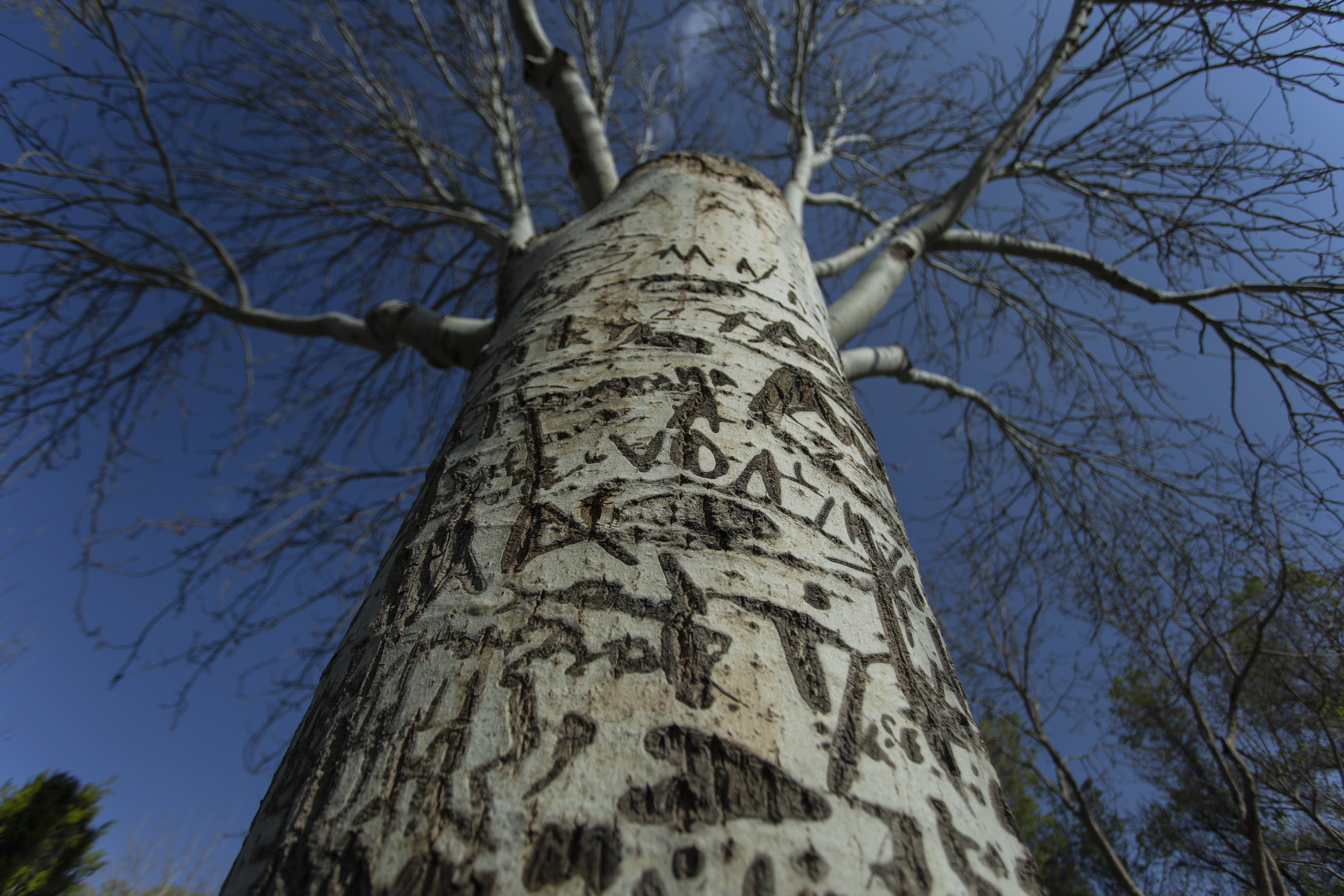
درخت نگاری های پارک ناژوان

دیوارنگاری یا گِرافیتی (به انگلیسی: Graffiti) به تصویر کردن نقش‌ها، اشکال، حرف‌ها، نشانه‌ها، نمادها، الگوها و کلمه‌ها بر روی دیوارها یا هر مکان عمومی که بتوان از آن به عنوان مکانی برای نوشتن، نقاشی، کنده‌کاری و خط‌کشی کردن استفاده کرد، گفته می‌شود. دیوار نگاشته‌ها، هرگونه علامت‌گذاری‌ای به حساب می‌آیند که می‌توانند در شکل‌های نوشتن ساده حرف‌ها تا نقاشی‌های استادانه ظاهر شوند. دیوار نوشته‌ها از دوران باستان به عنوان مثال یونان باستان، امپراتوری‌های روم، چین و ایران وجود داشته‌اند. دیوارنگاری را می‌توان در طبقه‌بندی مدرن، به مثابهٔ هنر عمومی تعبیر کرد.
در دوران مدرن نگارگری به ویژه نگارگری با افشانه یا رنگ پاش و قلم‌موها بیشترین کاربرد را در ترسیم دیوار نگاشته‌ها دارند. در بیشتر کشورها نقاشی کردن یا کشیدن هر علامت و تصویری بر روی دیوارها یا املاک متعلق به افراد بدون جلب رضایت آنان کاری غیرمجاز و جرمی دارای پیگرد قانونی به‌شمار می‌آید. برخی از اوقات، این کار دربردارنده پیام‌های سیاسی و اجتماعی و حتی فرهنگی و گونه‌ای کامل از بیان هنری مبتنی بر سبک نقاشی روی دیوار با رنگ پاش است. برای برخی از افراد شاید کار هنری فقط هنگامی از ارزش برخوردار است که در یک نگارخانه یا نمایشگاه هنری در معرض دید همگان قرار گیرد و برای کسانی دیگر شاید دیوار نگاشته‌ها گونه‌ای از ابراز احساسات قانون گریزانه به‌شمار آید که عامل و اقدام‌کننده به آن، حالتی اعتراض آمیز به خود گرفته‌است. دیوارنگاری در سال‌های اخیر در قلمرو فرهنگ عامیانه تحول یافته و در شکل‌های موسیقی زیرزمینی هیپ هاپ و بی-بُیینگ یا رقص بریک و سبک زندگی که از دید همگانی پنهان است، پدیدار شده.
دیوارنگاری‌ها می‌توانند به عنوان علامتی از کارهای تبهکاران به‌شمار آیند که محدوده‌های نفوذ آن‌ها را از یکدیگر جدا می‌کند. همچنین باید گفته شود که اختلاف نظر و مشاجره پیرامون دیوارنگاری میان مقامات حقوقی و قانونگذار و نیز مسئولان شهری از یک سو با کسانی که دیوارنگاری را شاید گونه‌ای از ابراز احساسات شهروندان تلقی می‌کنند، ادامه دارد. با این وجود گونه‌ها و سبک‌های متفاوتی از دیوارنگاری‌ها با سرعت زیاد در حال تبدیل شدن به شکلی ویژه از هنر هستند درحالی که بحث و گفتگو دربارهٔ ارزش آن‌ها میان هواداران و مخالفان آن ادامه دارد.
دیوارنگاری بخشی از هنرهای خیابانی ونیز از عناصر اصلی فرهنگ هیپ هاپ به‌شمار می‌آید. از جمله خطوط نوشتاری برای شعار و تصویرسازی برای زیباسازی شهری یا تبلیغات فرهنگی و به‌طور کلی رسم هر گونه اثر هنری شامل بر متن، تصویر و برجسته نگاری که توسط طراح صورت پذیرفته باشد. منظور از هنر خیابانی آن بخش از گرافیک است که در کوچه و خیابان و سطح شهر با آن برخورد می‌کنیم. این هنر تاریخچه‌ای بسیار کهن دارد و ریشه در سنگ‌نبشته‌های تاریخی غارها و کتیبه‌های باستانی نقاشی‌های دیواری در ابعاد گوناگون دیده‌اید که از همین دسته‌اند. در سده بیستم و کمابیش هم‌زمان با جنگ جهانی دوم، مشاهده درج نام و نشان گروه‌ها بر روی دیوارها تبدیل به امری عادی شد. در برخی مواقع این دیوارنگاری‌ها بسیار با دقت و هنرمندانه اجرا می‌شوند و سبک‌های متعددی به خود می‌گیرند. برخی از این آثار بار معنایی بیش‌تری را به دوش می‌کشند که ممکن است حاوی یک پیام اجتماعی یا سیاسی باشد که حتی با استفاده از افشانه‌های رنگی بر روی دیوارها، ساختمان‌ها و قطارها رسم می‌شوند. شاید شما هم تصاویری از دیوار برلین را دیده باشید که لبریز از این آثار بود یا نگاره‌های دیگر اینترنتی را که دست به دست یا بهتر بگویم ایمیل به ایمیل می‌چرخند که حاوی تصاویر نقاشی‌شده سه بعدی بر کف خیابان‌ها هستند. این‌ها تماماً هنرهای خیابانی هستند.

## ریشه‌شناسی عبارت گرافیتی

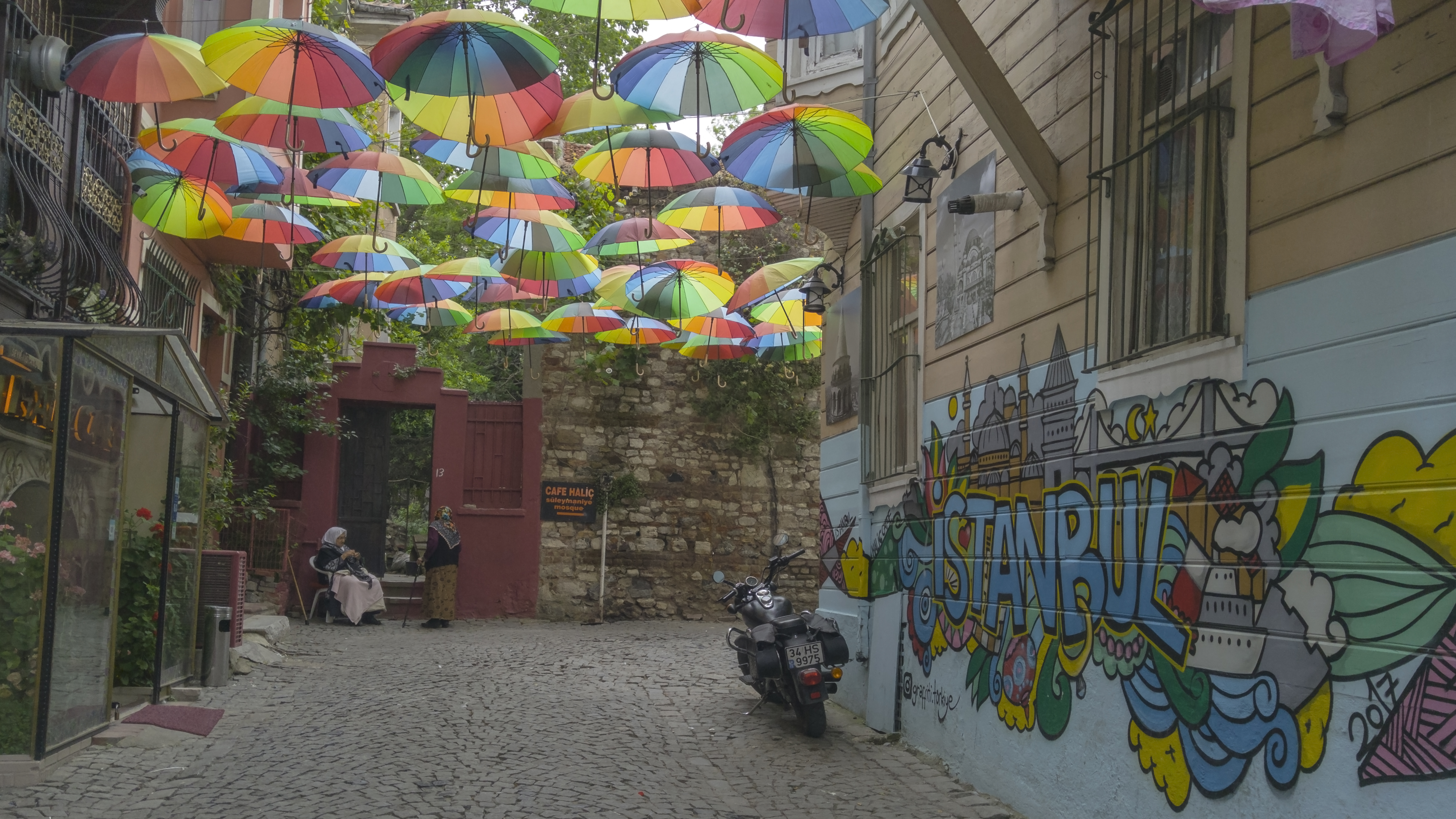
دیوارنگاری‌ در استانبول

واژه گرافیتی (دیوارنگاری) از واژه گرافیتو (به ایتالیایی) مشتق شده‌است که به معنی اثرگذاری سریع یا خط‌خطی است و ممکن است اصل این واژه به «گرافیر» (نوشتن [با قلم فلزی]) در لاتین عامیانه بازگردد. [گرافیون: نوشتن (۱) بر اساس ریشه‌شناسی لغوی این واژه از مدت‌ها پیش به معنی نوشتن یا حک خطوط روی سطوح مورد استفاده بوده‌است.] - از لغت‌نامه امریکن هریتیج
گرافیتی‌های مدرن مانند مورد زیر در کشور دانمارک، در مضمون خود از هش‌تگ‌ها استفاده می‌کنند.

## دیوارنگاری معاصر
اختراع اسپری رنگ
رشد خرده‌فرهنگ هیپ‌هاپ
ظهور گرافیتی با استنسیل
گرافیتی به مثابهٔ یادگاری

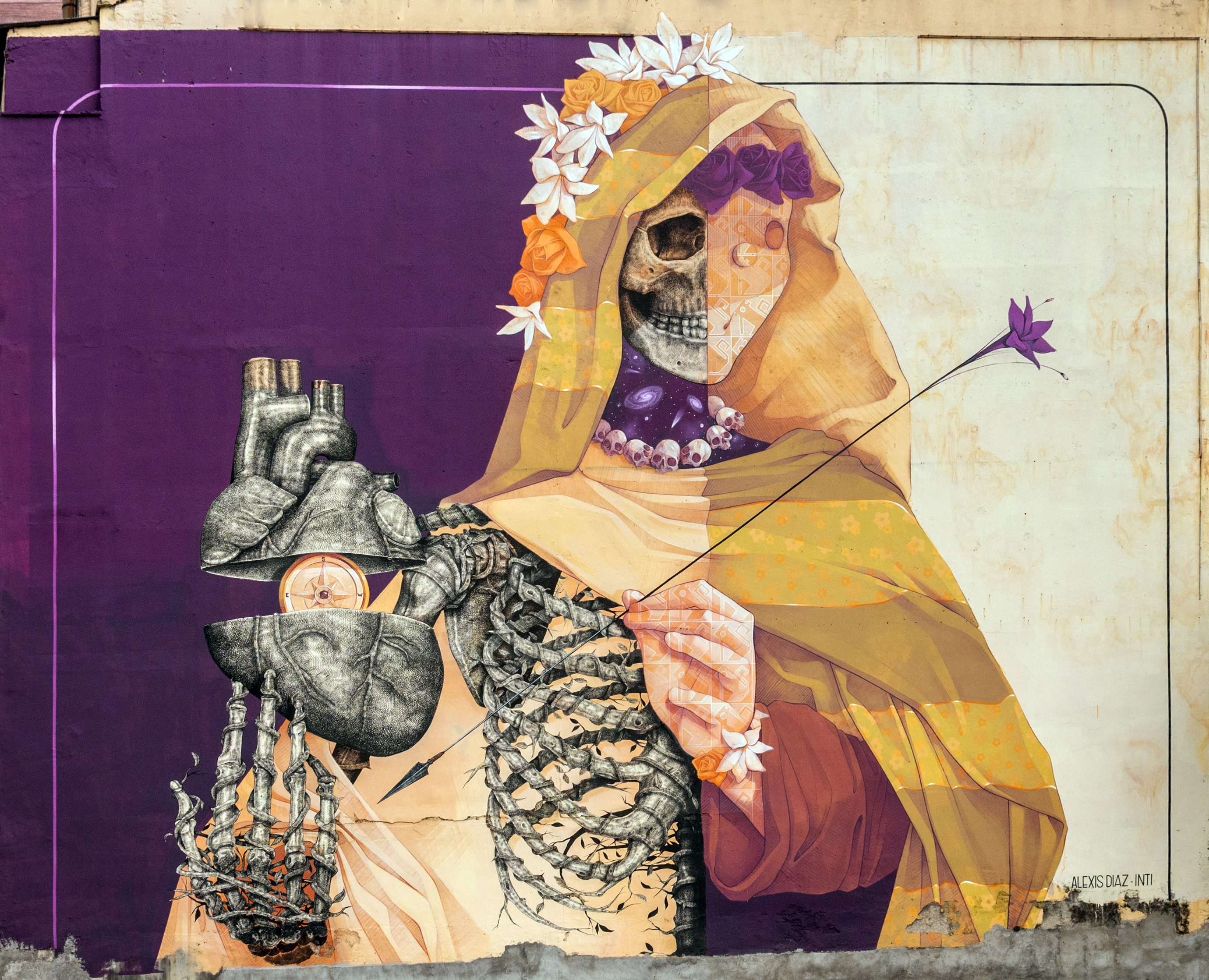
یک دیوارنگاری در مرکز شهر سائو پائولو، بزرگترین شهر برزیل.

مجموعه دیوارنگاری در شهر تفلیس پایتخت گرجستان.

تجاری‌شدن و ورود به فرهنگ عامه‌پسند جریان‌بدنه
فرهنگ‌بازی
طرفداران
گسترش بین‌المللی گرافیتی

## دیوارنگاری در ایران
همچنین رجوع شود به: هنرعمومی

گرافیتی مربوط به متالیکا در خیابانی در تهران

دیوارنگاری در ایران مانند بسیار از کشورهای دنیا شامل سبک‌ها و شیوه‌های مختلفی است. برخی از آن‌ها شعارها یا نگاره‌هایی است که توسط سازمان‌های دولتی کشیده شده‌است و شرایطی مانند وقوع جنگ عموماً شامل مسائل ملی، پیام‌های اعتقادی یا سیاسی و نظامی می‌باشند و به مثابه هنر در عرصه عمومی یا فعالیت هنری مستقل، در مقولهٔ دیوارنویسی یا نقاشی‌دیواری دسته‌بندی نمی‌شوند. در صورتی که برداشت‌های جامعه‌شناسان و مستندسازانی که به این مقولهٔ اجتماعی می‌پردازند پهنهٔ گسترده‌تری در پژوهش پیرامون آن دارند.

یک گرافیتی در حاشیه دسترسی شمال غرب شهرک اکباتان، بزرگراه تهران-کرج، فاز ۳.

شهرداری تهران، از طریق سازمان وابستهٔ خود زیباسازی شهر تهران (که از نظر مالی و اداری مستقل می‌باشد) در زمینه بهسازی و حفظ هویت محیط شهری و رشد فرهنگ عموم مردم در جهت ارتقاء کیفیت زیست شهری شهروندان فعالیت تخصصی و نوآورانه می‌نماید. سازمان زیباسازی شهر تهران با تصویب اساسنامه‌ای که در تاریخ ۲۵/۱۲/۱۳۵۴ به تصویب شهر رسید، تشکیل و تحت نظر شهرداری تهران و به صورت یکی از موسسات وابسته به آن فعالیت خود را آغاز نمود. در تاریخ ۵/۴/۱۳۶۴ طی اساسنامه‌ای جدید نام اداره کل ایمنی و آموزش ترافیک به سازمان زیباسازی تغییر نام داد. متعاقباً به منظور استقلال هر چه بیشتر سازمان و سرعت بخشیدن به امور طرح‌های مرتبط با زیباسازی شهر تهران (به استناد ماده ۸۴ قانون شهرداری) اساسنامه جدید در تاریخ ۲۶/۰۲/۱۳۷۰ به تصویب وزارت کشور رسید.

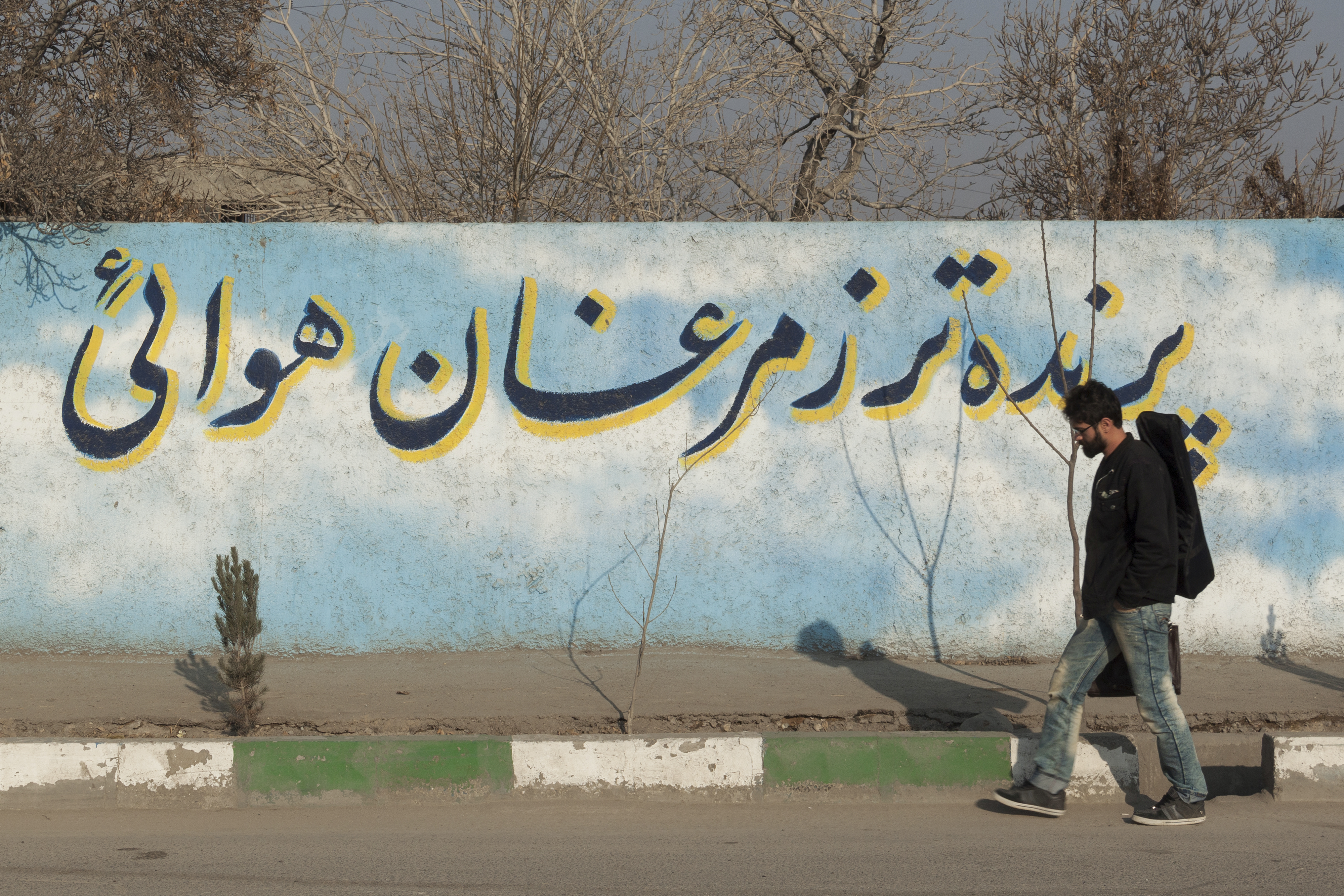
یک دیوارنگاری در شهر قم

تعدادی از طرح‌های موجود روی دیوارهای شهر، در مورد جمهوری اسلامی، شعارهای انقلاب اسلامی و سیاست‌های دولت می‌باشد. درحالی که در برخی نقاط تهران، مطابق با فراخوان‌های آزاد از سود ادارهٔ زیباسازی شهرداری چندین دیوارنگاری که توسط جوانان تهرانی انجام شده‌است. در خلال اتفاقات مربوط به اعتراضات به نتایج انتخابات ریاست جمهوری سال ۱۳۸۸ ایران، مردم گاهی شعارهای خود را بر دیوارهای تهران می‌نگاشتند. این بین هنرمندان گرافیتی به صورت مداوم در حال تولید هنر مادی‌زدائیشده و بدون تاریخ انقضائی هستند که حتی در حالت بدیع خود خود توسط سیاست، قدرت و تبلیغات دستخوش تغییر نمی‌شود.

## خصیصه‌های یک دیوارنگاری متداول امروزی
شیوه‌ها و تولید
تجربه‌اندوزی مدرن
تگ‌مارک

## موارد استفاده
- ابراز عقیده شخصی
- بیان سیاسی یا رادیکال
- گرافیتی به مثابه تبلیغ
- گرافیتی‌های توهین‌آمیز

## نگارخانه

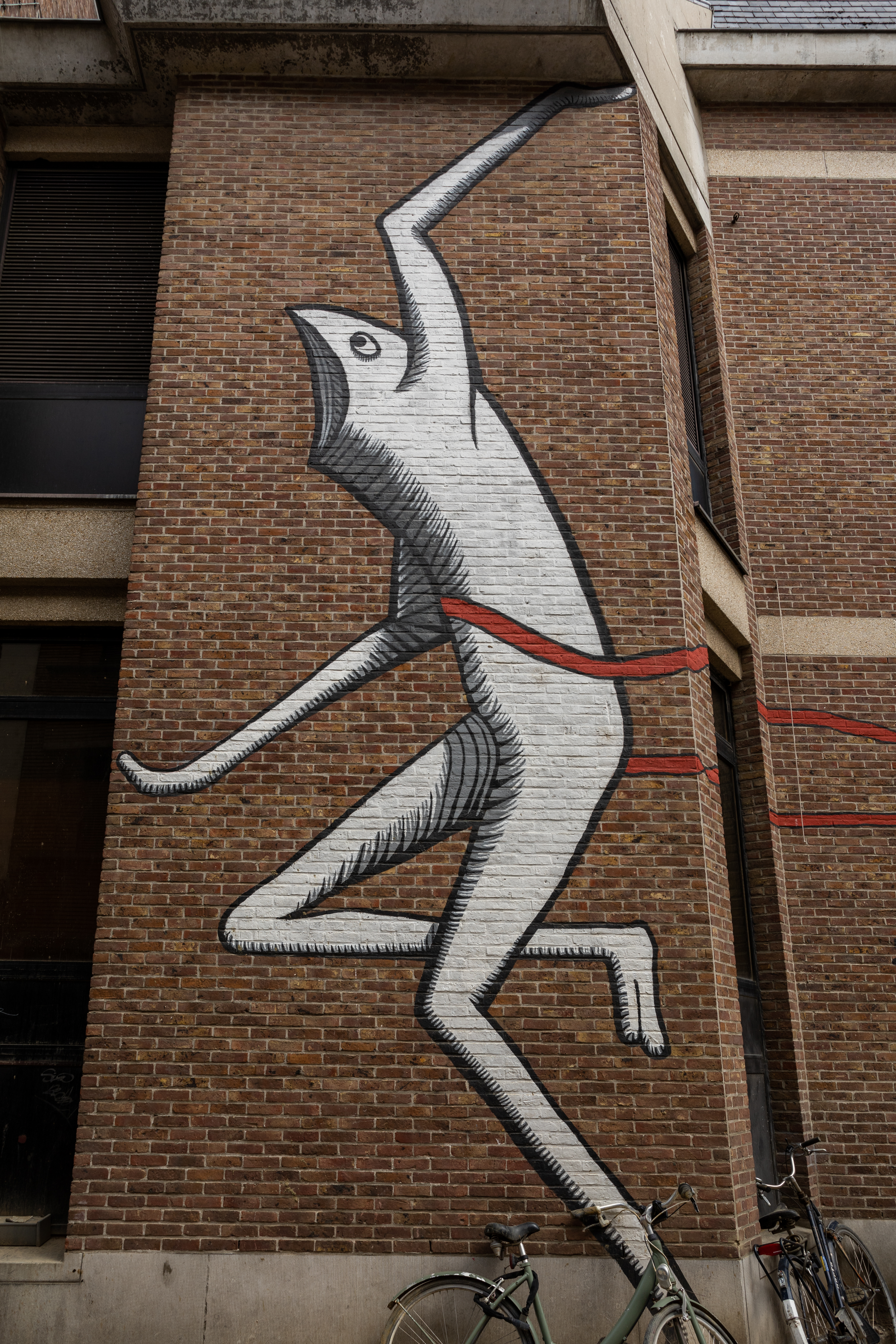
یک دیوارنگاری در شهر لون، بلژیک
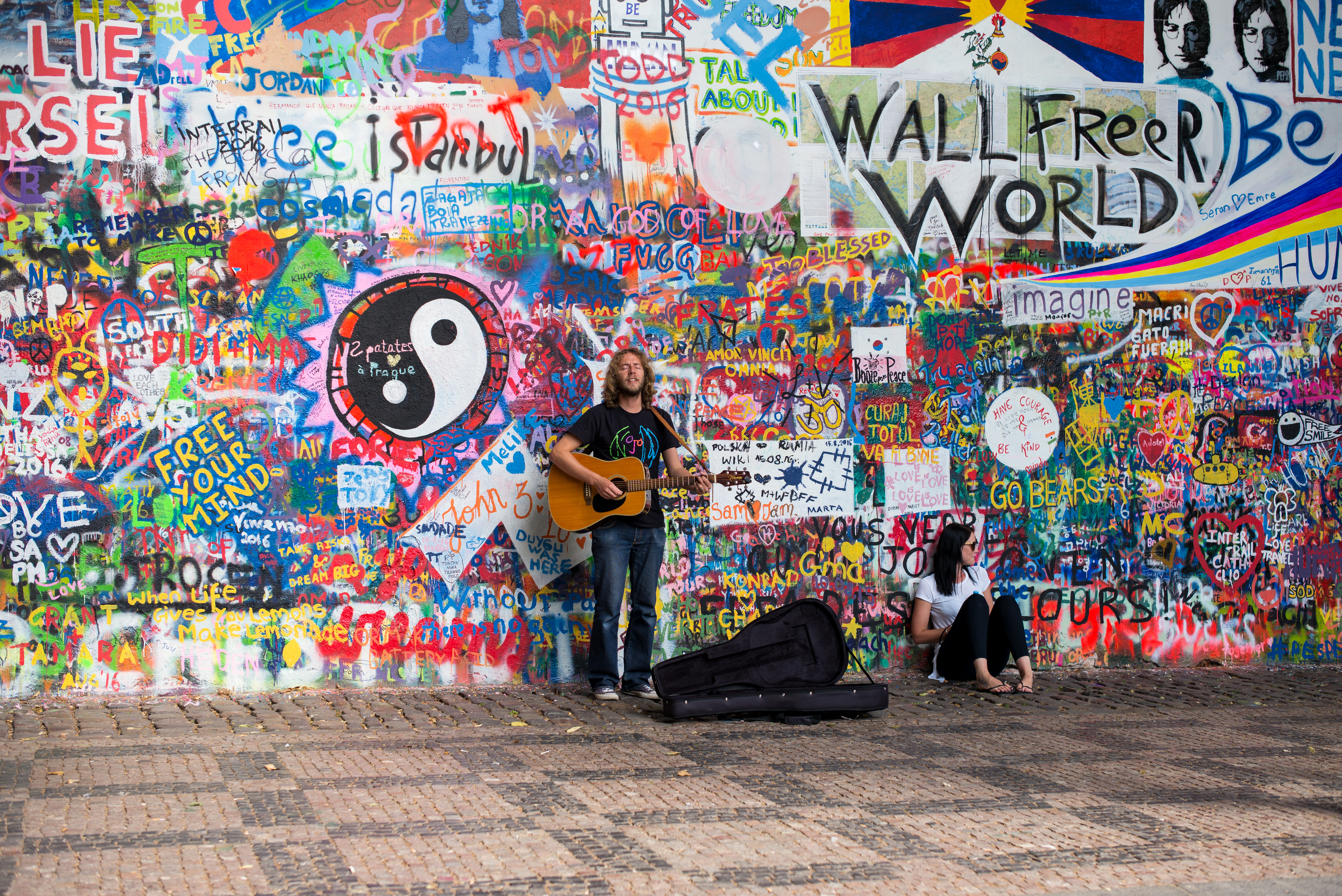
دیوار لنون (The Lennon Wall)
King Robbo
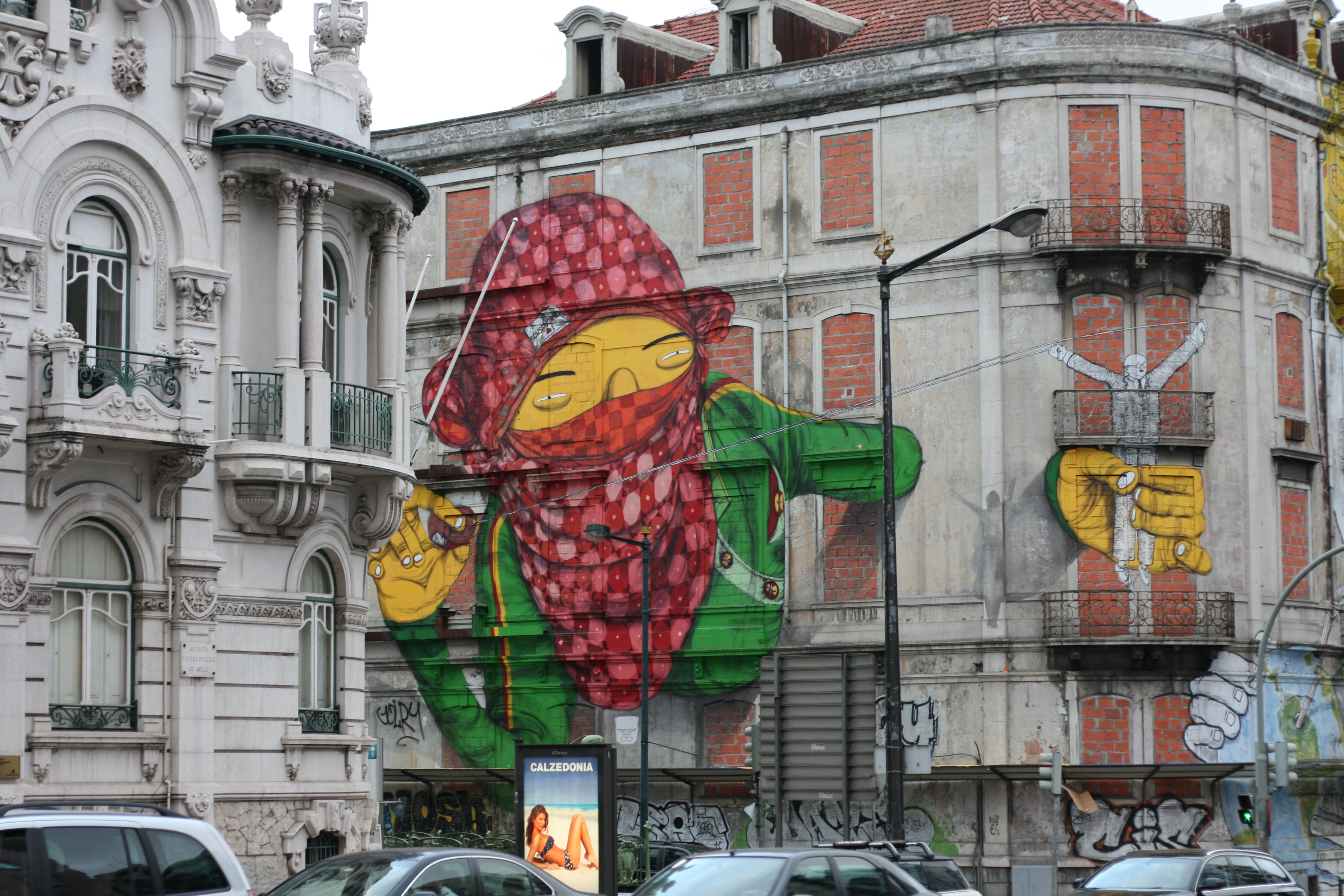
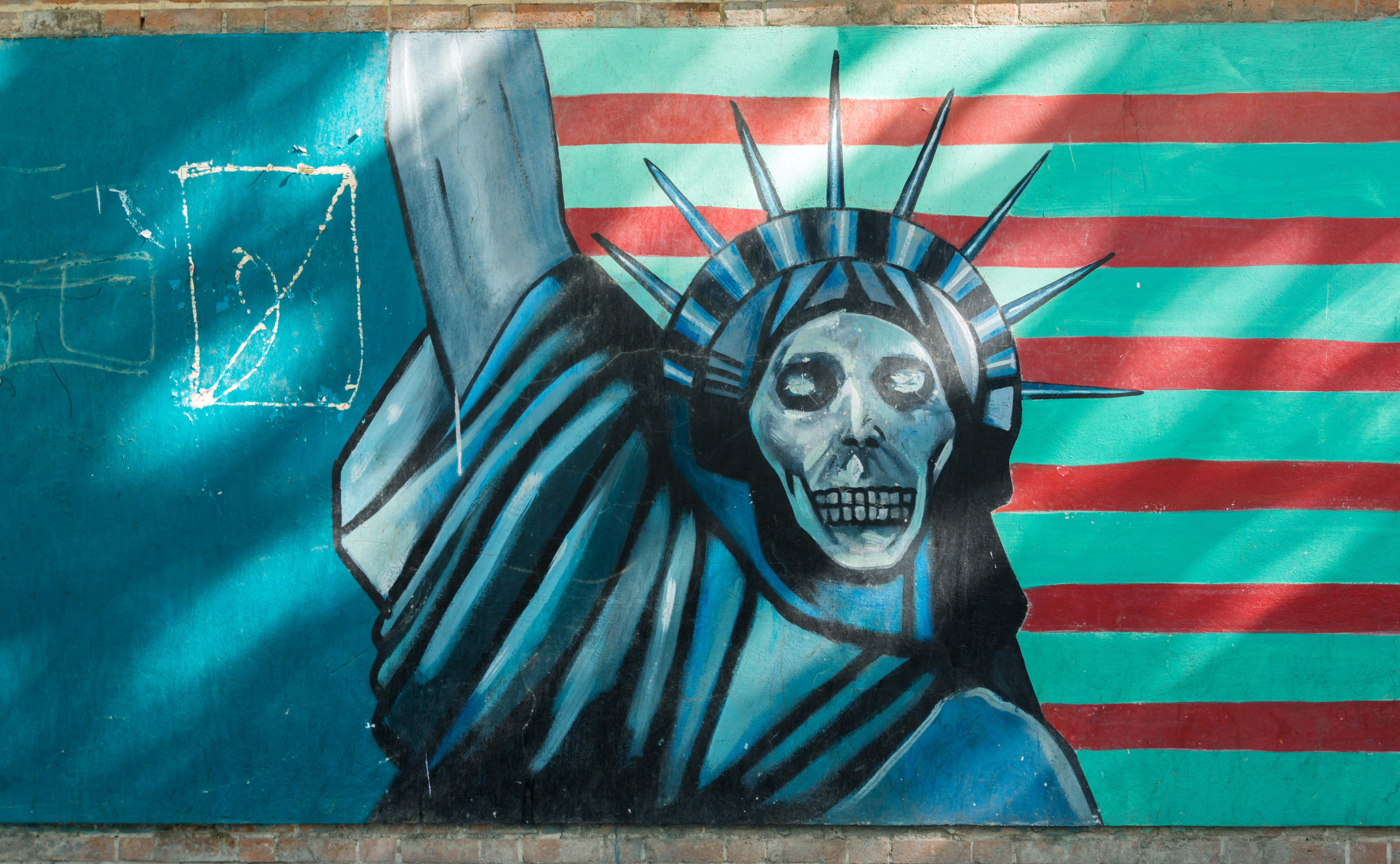
دیوار سفارت آمریکا در ایران
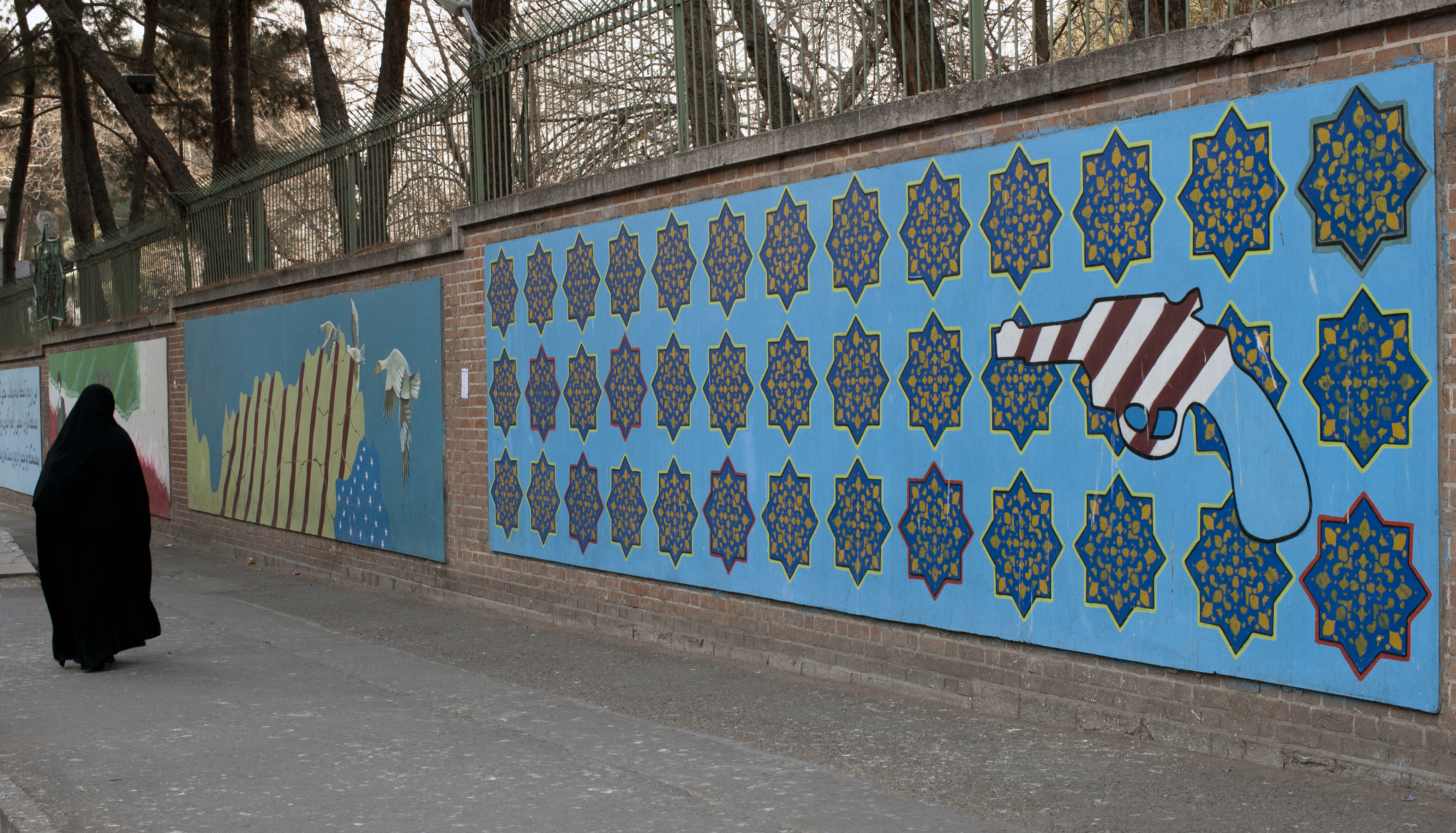
دیوار سفارت آمریکا در ایران
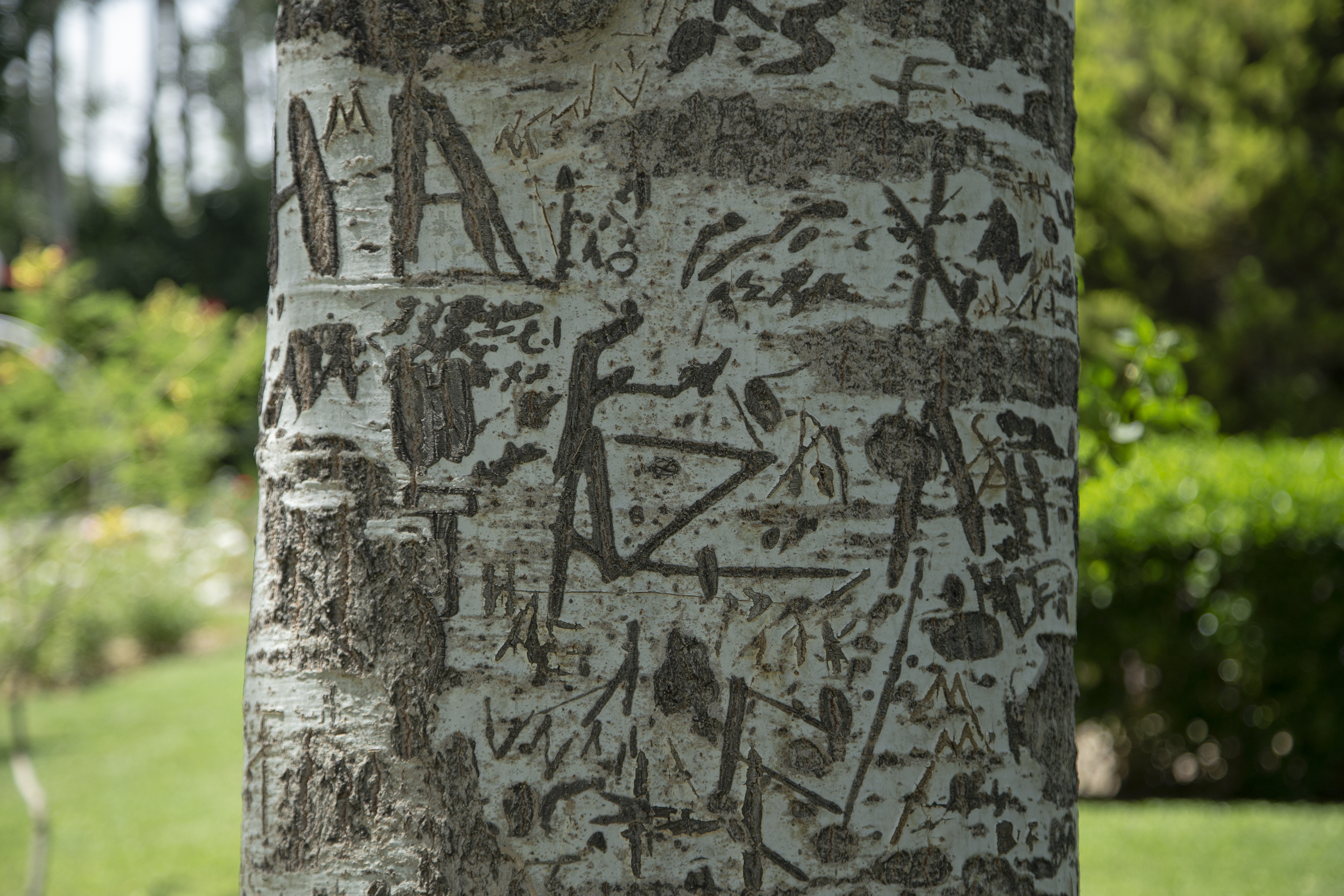
یادگاری نوشته یا درخت نگاری ها بر روی تنه درختان، از انواع وندالیسم و دیوارنگاری در معابر عمومی